# 一寸真心
《一寸真心》 是台灣歌手許富凱個人第四張錄音室專輯，於2014年9月5日正式發行，一共收錄十首歌曲。

## 曲目
CD
| 曲序     | 曲目         |              | 作曲     | 编曲     | 备注                              | 时长  |
| -------- | ------------ | ------------ | -------- | -------- | --------------------------------- | ----- |
| 1.       | 換我甲你疼   | 許富凱 Nancy | 阿財     | 丁天牧   | 第三主打                          | 4:43  |
| 2.       | 切仔麵       | 郭之儀       | 郭之儀   | 高立碩   |                                   | 4:31  |
| 3.       | 一寸真心     | 林東松       | 林東松   | 尤景仰   | 第一主打 電視劇《龍飛鳳舞》片頭曲 | 3:55  |
| 4.       | 愛情露水     | 林東松       | 林東松   | 鄧易萬   | 第二主打                          | 4:40  |
| 5.       | 秋天的雨     | 許明傑       | 許明傑   | 鄧易萬   |                                   | 4:42  |
| 6.       | 落大雨彼一日 | 高以德       | 張祐奇   | 石恩明   |                                   | 5:00  |
| 7.       | 虧欠的歌     | 范美敏       | 宋永謙   | 石恩明   |                                   | 4:22  |
| 8.       | 底牌         | 邱宏瀛       | 王尚宏   | 蔡宏勳   | feat. 曹雅雯                      | 4:30  |
| 9.       | 惦我身邊     | 許富凱       | 許富凱   | Sebas    |                                   | 3:43  |
| 10.      | 聰明的傻子   | 高登         | 高登     | Sebas    | 華語                              | 4:46  |
| 总时长： | 总时长：     | 总时长：     | 总时长： | 总时长： | 总时长：                          | 44:52 |

## 音樂錄影帶
DVD
1. 〈一寸真心〉MV
2. 〈愛情露水〉MV
3. 〈換我甲你疼〉MV
4. 〈秋天的雨〉MV
5. 〈底牌〉MV
6. 〈一寸真心〉KALA
7. 〈愛情露水〉KALA
8. 〈換我甲你疼〉KALA
9. 〈秋天的雨〉KALA
10. 〈底牌〉KALA

## 製作團隊
- 發行公司：華特國際音樂有限公司
- 發行人：柯英高
- 監製：柯英高
- 製作人：郭之儀（曲目1、2、3、6、7）、呂曉棟（曲目4、5、8、9、10）
- 執行製作：沈政良
- 錄音室：傳翼錄音製作有限公司
- 錄音師：戴志光、魏宏城（全碟）
- 混音室：浩世音樂文化傳播有限公司
- 混音師：薛楨定、馬中強（全碟）
- 母帶後期處理錄音室：鈺德科技
- 母帶後期處理錄音師：孫仲舒
- 吉他：倪方來（曲目1、2、3、4、5、6、7、8）
- 和聲：謝文德&蕭蔓萱（曲目1、2、3、6）、蕭蔓萱（曲目4、5、10）
- 企宣總籌：林慧萱
- 宣傳總籌&藝人經紀：吳佳儒（時代創藝企業有限公司）
- 行政總籌：Edn Tseng